# Prodani
Prodani is een plaats in de gemeente Buzet in de Kroatische provincie Istrië. De plaats telt 78 inwoners (2001).